# Federal-Mogul
Federal-Mogul (F-M) ist ein global tätiger Automobilzulieferer mit Hauptsitz in Southfield, Michigan (bei Detroit). Das Unternehmen besteht aus zwei unabhängigen Geschäftsbereichen mit je einem Chief Executive Officer und beschäftigt weltweit ca. 53.000 Mitarbeiter.
Federal-Mogul Powertrain stellt Erstausrüster-Komponenten für den Antriebsstrang sowie Systemsicherheitsprodukte für Automobil-, Nutzfahrzeug-, Industrie- und Transportanwendungen her.
Federal-Mogul Motorparts liefert ein breites Produktportfolio mit mehr als 20 weltweit bekannten Marken (u. a. Jurid, Ferodo, Champion, Nüral, Glyco und MOOG) an den globalen Fahrzeug-Aftermarket und versorgt außerdem Hersteller aus dem OEM-Bereich mit Produkten wie Bremsbelägen, Fahrwerksteilen und Scheibenwischern.

## Geschichte
Das Unternehmen entstand 1923 aus dem Zusammenschluss von Muzzy-Lyon, Federal Bearing and Bushing und Douglas-Dahlin.
- 1955 fusionierte Federal-Mogul mit Bower Roller Bearing.
- 1985 kaufte das Unternehmen den Automobilzulieferer Mather.[3]
- 1990 wurde die Glyco Metall, der größte Gleitlagerhersteller Deutschlands aufgekauft.
- 1998 erwarb man von Cooper Industries deren Automotive-Bereich.[4] Im selben Jahr verkaufte man das Tochterunternehmen Glacier Vandervell Bearings an die Dana Corporation.
- 1999 lieferte man sich mit TRW Inc. einen Bieterkampf um den Automobilzulieferer LucasVarity, in dem man von TRW überboten wurde.[5]
- 2001 musste das Unternehmen Gläubigerschutz gemäß Chapter 11 beantragen.[6]
- zum 1. Oktober 2018 wurde Federal-Mogul vollständig durch Tenneco übernommen. Die Division Motorparts ging zusammen mit der Tenneco Aftermarket and Ride Performance in die Tenneco after market/ride performance Company.Tenneco Clean Air und F-M Powertrain formt seitdem die neue Tenneco new powertrain technology Company.[7]

## Tochterunternehmen in Deutschland

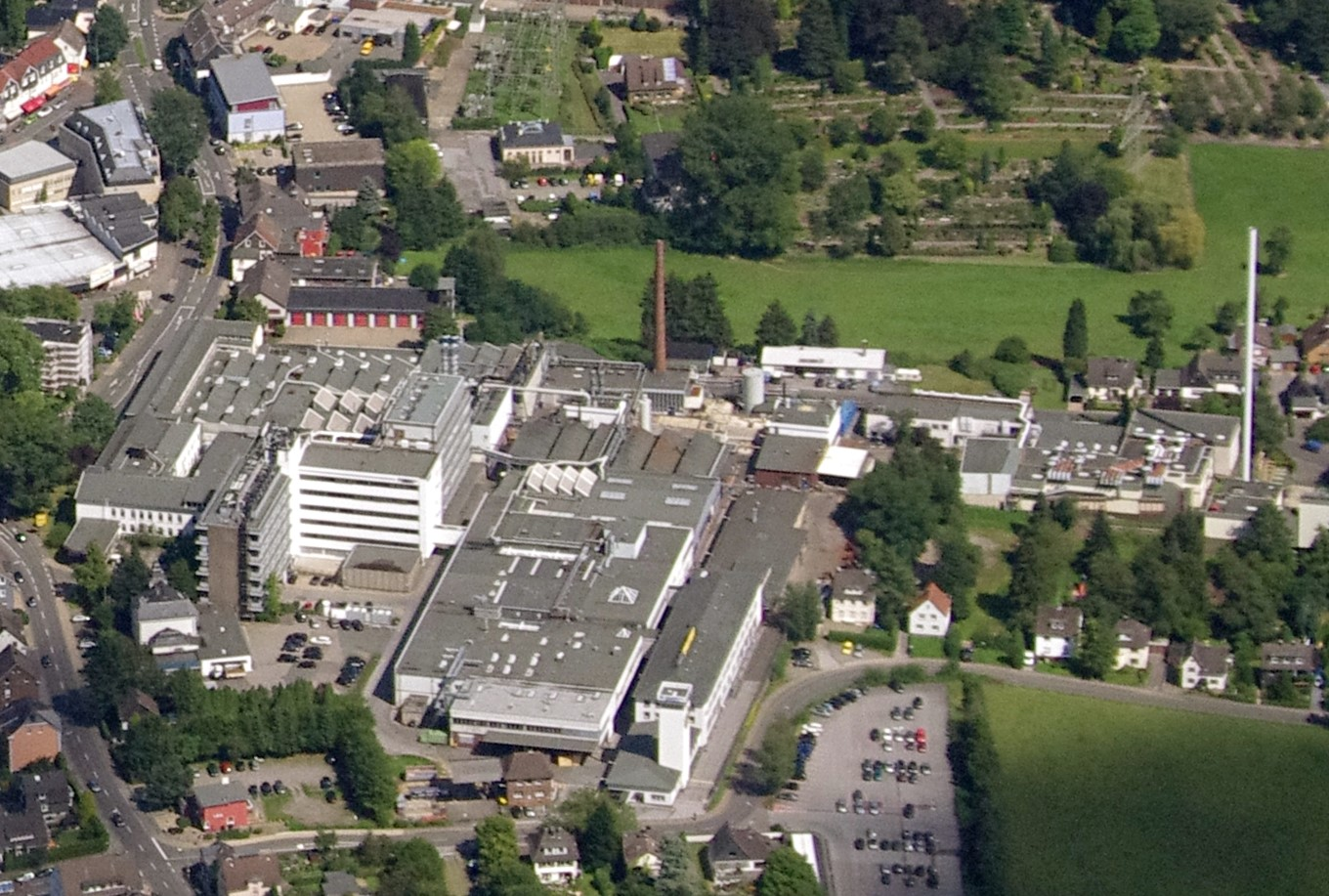
Luftbild des Werks in Burscheid

In Deutschland gehören nach Übernahmen in den 1990er Jahren die auf Friedrich Wilhelm Goetze (1856–1924) zurückgehende Goetze-Gruppe in Burscheid, Dresden, Friedberg/Bayern (Kolbenringe, Laufwerkdichtungen, Zylinderlaufbuchsen) und Herdorf (Zylinderkopfdichtungen und Hitzeschutzschilde), die Glyco Metall-Werke in Wiesbaden-Schierstein (Gleitlager und Buchsen), Federal-Mogul Deva (wartungsfreie Hochleistungs-Gleitlager) in Stadtallendorf/Hessen und Alcan/Nüral (Kolben) in Nürnberg zu Federal-Mogul.
Seit 2012 sind ein Zündkerzen-Werk in Neuhaus-Schierschnitz, das ehemals zu Honeywell gehörende Bremsbelag-Werk in Glinde und die ehemals zu TRW gehörenden Motorenventil-Werke in Barsinghausen, Beckedorf und Blumberg dazugekommen.
Die heutige Federal-Mogul Nürnberg GmbH in Nürnberg (gegründet 1924 als Nüral, später Alcan) produziert mit ca. 1.000 Mitarbeitern Kolben für Fahrzeughersteller wie z. B. VW, MAN Nutzfahrzeuge, Daimler AG oder BMW. Vorrangig werden dabei Kolben für Dieselfahrzeuge entwickelt und produziert. Darüber hinaus ist Nürnberg Sitz des Technologiezentrums für die Kolbenproduktion.
Die Federal-Mogul Wiesbaden GmbH in Wiesbaden-Schierstein (gegründet 1897 von Max Wagner als Glyco-Metall-Gesellschaft m.b.H., später Glyco Metall-Werke Daelen & Loos GmbH bzw. Daelen & Hofmann KG, in den 1980er Jahren geleitet von Reiner F. M. Daelen) wurde 1990 durch Federal-Mogul erworben, als nacheinander die Anteilseigner-Familien Daelen und Hofmann ihre Anteile an Federal-Mogul verkauften.
In Wiesbaden-Schierstein werden Gleitlager, Buchsen und Anlaufscheiben für Automobil-Motoren und industrielle Anwendungen hergestellt. Ebenso werden Halbzeuge hergestellt und vermarktet, wie z. B. Bronze-begossene Flachbandstähle für die Gleitlagerproduktion. Das Werk Wiesbaden-Schierstein beschäftigt ca. 1.600 Mitarbeiter und ist Sitz des globalen Technologiezentrums für Gleitlager.
Die Federal-Mogul Deva GmbH wurde 1936 in Staßfurt/Sachsen-Anhalt als Deventer-Werke gegründet. Die Idee des Gründers war es, den wachsenden Bedarf an ungeschmierten Dichtungen durch die Entwicklung eines „festen Materials mit Festschmierstoffen“ zu decken. Die ersten gefertigten Produkte waren graphitierte Dichtungen.
Die Federal-Mogul Burscheid GmbH in Burscheid (früher Goetze AG) produziert mit ca. 1.200 Mitarbeitern Kolbenringe; ebenso ist in Burscheid das weltweite Technologiezentrum für Kolbenringe beheimatet. Weitere Standorte der Kolbenring-Gruppe in Deutschland sind Dresden und Friedberg (hier ebenso Produktion von Zylinderlaufbuchsen und Laufwerkdichtungen).
2012 wurde nach Übernahme der Beru AG durch BorgWarner von dieser das Zündkerzen-Werk in Neuhaus-Schierschnitz/Thüringen erworben und als Federal-Mogul Ignition GmbH in den Konzern integriert. Das Produktportfolio umfasst insgesamt 250 verschiedene Zündkerzen, Zündelektroden und Keramikteile. Als einer der wenigen Hersteller fertigt das Werk alle Einzelteile seiner Elektroden selbst. Daneben werden von den rund 200 Mitarbeitern außerdem Kappen und Läufer für das Ersatzteilgeschäft hergestellt.
Durch die Übernahme von Honeywell Friction im Jahr 2014 kam die Federal-Mogul Bremsbelag GmbH in Glinde zum Federal-Mogul-Konzern. Die rund 950 Mitarbeiter des Standorts stellen unter der Marke Jurid Bremsbeläge her.
Von TRW Automotive übernahm Federal-Mogul im Frühjahr 2015 die Sparte Engine Valve mit den deutschen Werken in Barsinghausen, Beckedorf und Blumberg (Federal-Mogul Valvetrain GmbH). Hier arbeiten rund 1.350 Mitarbeiter.

## Innovationen
Im Jahr 2016 stellte Federal-Mogul mehrere Neuerungen vor: Ein Kolben mit integrierter Kühlflüssigkeit aus Hochtemperaturöl und Edelgas, eine Beschichtung mit erhöhtem Diamantanteil für Kolbenringe und festere Zylinderlaufbuchsen aus Gusseisen.